# Rendeng (Kota Kudus)
Rendeng is een bestuurslaag in het regentschap Kudus van de provincie Midden-Java, Indonesië. Rendeng telt 5057 inwoners (volkstelling 2010).